# GPR68
GPR68, G protein-spregnuti receptor 68, ili G protein-spregnuti receptor raka jajnika 1, je protein koji je kod čoveka kodiran GPR68 genom.

## Literatura
1. ↑  Xu Y, Casey G (1996). „Identification of human OGR1, a novel G protein-coupled receptor that maps to chromosome 14”. Genomics. 35 (2): 397—402. PMID 8661159. doi:10.1006/geno.1996.0377.
2. ↑  „Entrez Gene: GPR68 G protein-coupled receptor 68”.

## Dodatna literatura
- Xu Y (2002). „Sphingosylphosphorylcholine and lysophosphatidylcholine: G protein-coupled receptors and receptor-mediated signal transduction.”. Biochim. Biophys. Acta. 1582 (1–3): 81—8. PMID 12069813.
- An S, Tsai C, Goetzl EJ (1996). „Cloning, sequencing and tissue distribution of two related G protein-coupled receptor candidates expressed prominently in human lung tissue.”. FEBS Lett. 375 (1–2): 121—4. PMID 7498459. doi:10.1016/0014-5793(95)01196-L.
- Bonaldo MF, Lennon G, Soares MB (1997). „Normalization and subtraction: two approaches to facilitate gene discovery.”. Genome Res. 6 (9): 791—806. PMID 8889548. doi:10.1101/gr.6.9.791.
- Xu Y; Zhu K; Hong G;  . (2000). „Sphingosylphosphorylcholine is a ligand for ovarian cancer G-protein-coupled receptor 1.”. Nat. Cell Biol. 2 (5): 261—7. PMID 10806476. doi:10.1038/35010529.
- Strausberg RL; Feingold EA; Grouse LH;  . (2003). „Generation and initial analysis of more than 15,000 full-length human and mouse cDNA sequences.”. Proc. Natl. Acad. Sci. U.S.A. 99 (26): 16899—903. PMC 139241 . PMID 12477932. doi:10.1073/pnas.242603899.
- Ludwig MG; Vanek M; Guerini D;  . (2003). „Proton-sensing G-protein-coupled receptors.”. Nature. 425 (6953): 93—8. PMID 12955148. doi:10.1038/nature01905.
- Bektas M; Barak LS; Jolly PS;  . (2003). „The G protein-coupled receptor GPR4 suppresses ERK activation in a ligand-independent manner.”. Biochemistry. 42 (42): 12181—91. PMID 14567679. doi:10.1021/bi035051y.
- Brandenberger R; Wei H; Zhang S;  . (2005). „Transcriptome characterization elucidates signaling networks that control human ES cell growth and differentiation.”. Nat. Biotechnol. 22 (6): 707—16. PMID 15146197. doi:10.1038/nbt971.
- Gerhard DS; Wagner L; Feingold EA;  . (2004). „The status, quality, and expansion of the NIH full-length cDNA project: the Mammalian Gene Collection (MGC).”. Genome Res. 14 (10B): 2121—7. PMC 528928 . PMID 15489334. doi:10.1101/gr.2596504.
- Radu CG; Nijagal A; McLaughlin J;  . (2005). „Differential proton sensitivity of related G protein-coupled receptors T cell death-associated gene 8 and G2A expressed in immune cells.”. Proc. Natl. Acad. Sci. U.S.A. 102 (5): 1632—7. PMC 545089 . PMID 15665078. doi:10.1073/pnas.0409415102.
- Tomura H; Wang JQ; Komachi M;  . (2005). „Prostaglandin I(2) production and cAMP accumulation in response to acidic extracellular pH through OGR1 in human aortic smooth muscle cells.”. J. Biol. Chem. 280 (41): 34458—64. PMID 16087674. doi:10.1074/jbc.M505287200.
- Singh LS; Berk M; Oates R;  . (2007). „Ovarian cancer G protein-coupled receptor 1, a new metastasis suppressor gene in prostate cancer.”. J. Natl. Cancer Inst. 99 (17): 1313—27. PMID 17728215. doi:10.1093/jnci/djm107.